# Satchelliella distincta
Satchelliella distincta és una espècie d'insecte dípter pertanyent a la família dels psicòdids que es troba a Europa, més concretament a Macedònia del Nord.